# Hans Ehard
Johann Georg « Hans » Ehard, né le 10 novembre 1887 à Bamberg et mort le 18 octobre 1980 à Munich, est un magistrat et homme politique allemand du Parti populaire bavarois (BVP) puis de l'Union chrétienne-sociale en Bavière (CSU).
Il est ministre-président de Bavière entre 1946 et 1954, président de la CSU de 1949 à 1955, président du Landtag entre 1954 et 1960, puis de nouveau ministre-président jusqu'en 1962. Il préside deux fois le Conseil fédéral.

## Biographie

### Jeunesse et débuts professionnels
Après son Abitur, il entreprend en 1907 des études supérieures de droit à l'université de Munich. Il les achève cinq ans plus tard, à l'université de Wurtzbourg, par un doctorat. Entre 1914 et 1918, il participe à la Première Guerre mondiale, en tant que soldat de la Reichswehr.
Il adhère au Parti populaire bavarois en septembre 1919. Deux mois plus tard, il intègre le ministère de la Justice de l'État libre de Bavière. Il est nommé deuxième procureur au premier tribunal régional de Munich quatre ans plus tard, en novembre 1923.
En cette qualité, il est le premier adjoint du procureur Ludwig Stenglein dans le procès du « putsch de la Brasserie », dont le principal accusé est Adolf Hitler. Il est alors perçu comme le « bras droit » de Stenglein.
Le 1er janvier 1926, il est réintégré aux services administratifs du ministère de la Justice. Il est promu au rang de conseiller de district en 1928, puis de conseiller ministériel en 1931.

### Parcours sous le nazisme
Il quitte l'administration ministérielle en 1933, après que le nazi et avocat d'Hitler Hans Frank a été nommé ministre de la Justice de Bavière. Il prend alors la présidence de la chambre civile de la cour d'appel de Munich. Il est ensuite désigné président du tribunal des baux ruraux de Munich, en 1937, puis de la chambre disciplinaire médicale en 1941.

### Dans les débuts de la Bavière d'après-guerre
À l'issue de la Seconde Guerre mondiale, il est nommé le 28 mai 1945 ministre de la Justice du gouvernement régional de Fritz Schäffer. Relevé de ses fonctions le 28 septembre, il devient aussitôt secrétaire d'État du ministère de la Justice, dirigé par le ministre-président social-démocrate Wilhelm Hoegner. Il rejoint l'Union chrétienne-sociale en Bavière le mois suivant. Il est élu le 30 juin 1946 député à l'Assemblée constituante, où la CSU remporte une large majorité.

### Ministre-président et président de la CSU
Aux élections du 1er décembre 1946, la CSU remporte un total de 104 députés sur 180. En conséquence, le 21 décembre, Hans Ehard est investi à 59 ans ministre-président de Bavière et forme un gouvernement de coalition unissant sa formation au Parti social-démocrate d'Allemagne (SPD) et à l'Alliance pour la reconstruction économique (WAV). Ses deux partenaires le quittent dès 1947, aussi forme-t-il le 20 septembre de cette même année le cabinet Ehard II avec la seule CSU et qui durera jusqu'à la fin de la législature.
Il succède le 28 mai 1949 à Josef Müller comme président de la CSU et devient, le 7 septembre 1950, président du Conseil fédéral.
Le 26 novembre suivant, les élections au Landtag rebattent les cartes, puisque la CSU remporte 64 députés sur 204, contre 63 au SPD, qui la devance pourtant de 61 000 voix, notamment du fait de la percée du Parti bavarois (BP). En conséquence, il forme une nouvelle coalition avec les sociaux-démocrates, le Bloc des réfugiés (BHE) étant également intégré à la majorité parlementaire, forte de 153 parlementaires.

### Président du Landtag
Il perd le pouvoir à la suite des élections législatives régionales du 28 novembre 1954. En effet, bien que les chrétiens-sociaux rassemblent 83 sièges, les quatre autres partis s'associent pour porter de nouveau Wilhelm Hoegner à la direction du gouvernement du Land.
Cependant, le 13 décembre, il est élu président du Landtag de Bavière. Il transfère ses fonctions exécutives à Hoegner dès le lendemain. Il abandonne la présidence de la CSU le 22 janvier 1955 au profit de Hanns Seidel.

### Retour au pouvoir
Lorsque la majorité parlementaire se désagrège en 1957, Seidel en profite pour prendre le pouvoir, en s'associant avec le BHE et le Parti libéral-démocrate (FDP).
Reconduit en tant que président du Landtag après les élections régionales du 23 novembre 1958 qui donnent une forte majorité relative à la CSU, Hans Ehard redevient ministre-président de Bavière le 26 janvier 1960, à l'âge de 72 ans, après que Seidel a remis sa démission. Le 1er novembre 1961, il retrouve la présidence du Conseil fédéral. Il est le premier à occuper cette fonction deux fois, et seuls trois autres ministre-présidents en feront de même par la suite.
Pour les élections du 25 novembre 1962, la CSU lui préfère le ministre de l'Intérieur Alfons Goppel, 57 ans, comme chef de file électoral. Ayant remporté la majorité absolue au Landtag, Goppel constitue un cabinet dans lequel Ehard est ministre de la Justice.

### Après la politique
Il ne se représente pas aux élections de 1966 et abandonne alors la vie politique. Il continue d'occuper encore trois ans la présidence de la Croix-Rouge bavaroise. Il meurt le 18 octobre 1980 à Munich, à l'âge de 92 ans.